# Zbigniew Batko
Zbigniew Batko (født 1940, død 18. december 2007 i Łódź, Polen) var en polsk forfatter og oversætter.
Hans anden roman Oko (Øje, 1992) blev nomineret til Janusz A. Zajdel-prisen. Hans første roman hedder Z powrotem czyli Fatalne skutki niewłaściwych lektur (Tilbage, eller Uheldige følger af upassende læsestof, 1985, illustreret af Statys Eidrigevičius).
Han oversatte (til polsk) romaner af John Steinbeck, Zadie Smith, Jeanette Winterson, Jack London og mange flere.